# Henry Thrale
Henry Thrale (1724/1730 – 4 aprile 1781) è stato un imprenditore e politico inglese, membro del Parlamento inglese ed un grande amico di Samuel Johnson.
Come suo padre, era il titolare di un'importante fabbrica di birra di Londra, la H. Thrale & Co.
Nacque nella Alerhouse sita in Harrow Corner, Southwark, Londra. Era il figlio del ricco industriale Ralph Thrale (1698-1758) e di Maria Thrale. L'11 ottobre 1763, sposò Hester Lynch Salusbury da cui ebbe 12 figli. Fu membro del Parlamento dal dicembre 1765 al settembre 1780, fu un Aldermanno e Sheriff della City di Londra: un rispettato uomo religioso, appassionato cacciatore e sportivo con una certa propensione per il gioco d'azzardo.

## Istruzione
Thrale frequentò l'Eton College e l'University College (Oxford), dove si immatricolò il 4 giugno 1744. Viaggiò per l'Europa in compagnia di Lord William Henry Lyttleton Westcote (1724–1808).

## Amicizia con Samuel Johnson
Johnson incontrò per la prima volta i Thrale il 9 o 10 gennaio 1765, e subito entrò a far parte della famiglia. Nella casa di Henry Thrale e signora si riunivano noti uomini di lettere. Quando Frances Burney venne ammessa in questo circolo letterario, Samuel Crisp scrisse "Dove mai potrai trovare un altro gruppo come questo? Oh, Fanny, prendi nota di questo periodo come del più felice della tua vita." Johnson, per lo più, visse con i Thrale nella loro residenza di campagna in Streatham Park per quasi 15 anni fino alla morte di Henry nel 1781.

## Carriera politica e imprenditoriale
Il 23 dicembre 1765, Henry Thrale venne eletto al Parlamento. Continuò a rappresentare il collegio elletorale di Southwark fino alla sua sconfitta elettorale del 1780. 

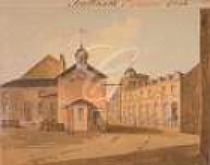
Veduta d'epoca dell'Anchor Brewery, in Park Street, Southwark, Londra

Nel 1758, Henry Thrale ereditò dal padre Ralph la "Anchor Brewery", sita in Southwark. Nel 1772 un sistema per produrre la birra senza malto o luppolo portò la fabbrica a indebitarsi per £130.000. Henry Thrale fu sull'orlo della bancarotta. Sua moglie Hester Thrale raccolse danaro fra parenti e amici e saldò il debito nell'arco di nove anni.

## Viaggi
Nel 1774 Samuel Johnson fece un viaggio con i Thrale nel Galles.
Nel settembre 1775 Hester, Henry e il loro figlio maggiore, insieme a Samuel Johnson e Giuseppe Baretti, si recarono a Parigi.
Il 19 ottobre 1775 il gruppo venne ricevuto alla Corte del Re Luigi XVI e della Regina Maria Antonietta a Fontainebleau dove restarono a cena e passarono una serata a teatro in compagnia dei sovrani.

## Vita familiare
Henry ed Hester Thrale ebbero dodici figli dei quali solo quattro figlie sopravvissero fino alla maggiore età: Hester Maria Elphinstone, Viscountess Keith (17 settembre 1764-31 marzo 1857), Frances (27 settembre 1765-6 ottobre 1765), Henry Salusbury (15 febbraio 1766-23 marzo 1776), Anna Maria (1º aprile 1768-21 marzo 1770), Elizabeth (22 giugno 1769-22 novembre 1773), Susannah Arabella (23 maggio 1770-5 novembre 1858), Sophia (23 luglio 1771-8 novembre 1824), Penelope (15 settembre 1772-15 settembre 1772), Ralph,(8 novembre 1773-13 luglio 1775), Frances Anna (4 maggio 1775-9 dicembre 1775),Cecelia Margaretta (8 febbraio 1777-1º maggio 1857), Hester Sophia (21 giugno 1778-25 aprile 1783).
Il matrimonio tra Henry ed Hester fu definito come un marriage de Raison combinato da sua madre e suo zio. s marriage has been described as loveless. Pur non essendoci un grande amore tra i due, essi si vollero bene e si rispettarono. In occasione dell'anniversario del loro matrimonio Hester scrisse:
Il pettegolezzo secondo cui Hester non amasse il marito potrebbe esser nato dal fatto che lei apparteneva ad una famiglia altolocata e per questo motivo spesso accadeva che in occasione di eventi sociali il marito rimanesse in ombra. Questa situazione, secondo vari testimoni, faceva infuriare Thrale in determinati occasioni e può aver reso imbarazzante il loro rapporto durante gli eventi pubblici.

## Malattia e morte
il giorno 8 o 11 giugno 1779, Henry Thrale si recò a casa di sua sorella -la signora Susannah Nesbitt- per leggere il testamento del marito Arnold Nesbitt, parlamentare per il collegio di Cricklade, Wiltshire. Durante il pranzo, Henry fu colpito da un primo ictus. Il secondo lo subì il 19 o il 21 febbraio 1780; il 10 settembre ne subì un terzo mentre era impegnato nella campagna elettorale per le elezioni del 1780.
Henry Thrale morì a Londra alle 5 del mattino del 4 aprile 1781, presenti al capezzale sua moglie e Johnson. Fu sepolto nella cripta della St. Leonards Church, a Streatham. L'epitaffio di Henry Thrale fu scritto da Samuel Johnson.

## Necrologi
Samuel Johnson:
Arthur Murphy:
James Beattie:
James Boswell nella Life of Johnson ricorda di Thrale i sani principi, la profonda erudizione, l'acume negli affari, la non comune intelligenza e i modi raffinati. Inoltre ne descrive l'aspetto imponente, il portamento dignitoso e la disponibilità nei confronti della moglie alla quale consentiva di intrattenere gli ospiti di sua scelta.

## Testamento
Gli esecutori trestamentari di Henry Thrale furono Samuel Johnson, Henry Smith, Joseph Crutchley, John Cator e la moglie Hester Thrale. La fabbrica di birra "Anchor Brewhouse" venne subito venduta per 135.000 sterline a David Barclay 1728–1809 (proprietario della Barclays Bank), che prese come socio il vecchio direttore dello stabilimento di Thrale, John Perkins (1730–1812). La ragione sociale divenne "Barclay, Perkins & Co".
A ciascuna delle cinque figlie viventi al momento della morte di Thrale venne lasciata la somma di £20.000. Alla moglie Hester venne assegnato un vitalizio più l'uso degli arredi della residenza di Streatham Park (compresa la raccolta di dipinti di Sir Joshua Reynolds).
Samuel Johnson, in occasione di un suo compito da esecutore, ebbe a dire:"Noi non ci troviamo qui per vendere una partita di bollitori e tinozze, bensì le potenzialità di arricchirsi al di là di ogni possibile sogno di avaro."